# Scream (sencillo de Glay y Exile)
«Scream» es un sencillo en conjunto lanzado por las bandas japonesas GLAY & Exile. Salió a la venta el 20 de julio de 2005.

## Canciones
CD
1. «SCREAM»

DVD
1. «SCREAM» (PV)
2. Making of SCREAM